# رود توکو
رود توکو (انگلیسی: Tokko) یک رودخانه در جمهوری یاقوتستان کشور روسیه است.